# Scottolana inopinata
Scottolana inopinata är en kräftdjursart som först beskrevs av Sewell.  Scottolana inopinata ingår i släktet Scottolana och familjen Canuellidae. Inga underarter finns listade i Catalogue of Life.